# Javier Albertos
Javier Albertos Benayas. Fotógrafo (Vigo, 1975)
En fotografía documental ha creado el mayor portal fotográfico de Internet de una ciudad española (y posiblemente europea) con más de 15.000 fotografías propias y que es visitado por más de 2 millones de personas al año. 
En fotografía publicitaria ha publicado en periódicos internacionales como en Sunday Times, The Billonaire y en periódicos y revistas nacionales como El Mundo, El País, Revista DT, Cuadernos de Jazz... Ha publicado en libros, y trabajado en campañas de publicidad y de turismo. 
En fotografía artística ha expuesto en galerías de Italia, Brasil y España. Ha trabajado en exposiciones internacional con artistas de Londres, Moscú, Italia, Finlandia,...

## Exposiciones fotográficas
- “Portraits New Trends”, Primo Piano Living Gallery en Lecce (Italia). Febrero de 2007.
- “Identidades Sumergidas”, Galería de arte Termes en Vigo (España). Noviembre-diciembre de 2006.
- “80 fotografías alrededor de Verne”, Museo Verbum de Vigo (España). Octubre de 2005.
- “55”, Niteroi (Brasil). Abril de 2006.
- “Jazz. En Vigo y en directo”, Vigo (España). Junio de 2006.
- “Elogio de la luz atlántica”, Vigo (España). Agosto de 2006.

## Enlaces y referencias
- Su web oficial
- En el "Top 100 photographers"
- en Multimagen
- En galerías de arte
- El mayor portal fotográfico sobre una ciudad española
- Fotos en la Web oficial de la Volvo Ocean race Archivado el 28 de septiembre de 2007 en Wayback Machine.
- En exposiciones internacionales
- Su exposición en el Festival Internacional de Jazz de Vigo
- Noticia en la Voz de Galicia (enlace roto disponible en Internet Archive; véase el historial, la primera versión y la última).
- Noticia en la Voz de Galicia. Exposición de Julio Verne (enlace roto disponible en Internet Archive; véase el historial, la primera versión y la última).

- Datos: Q9011172